# Проспект Дзюби (Харків)
Проспе́кт Дзю́би  — урбанонім, розташований у Новій Баварії у Новобаварському районі Харкова. Довжина майже півтора кілометри. Починається від залізничних колій біля платформи Хвилинка, перетинає Молочну вулицю, Ново-Баварський проспект, вулиці Харитоненків, Колонну, Урожайну та упирається в вулицю Академіка Грищенка.

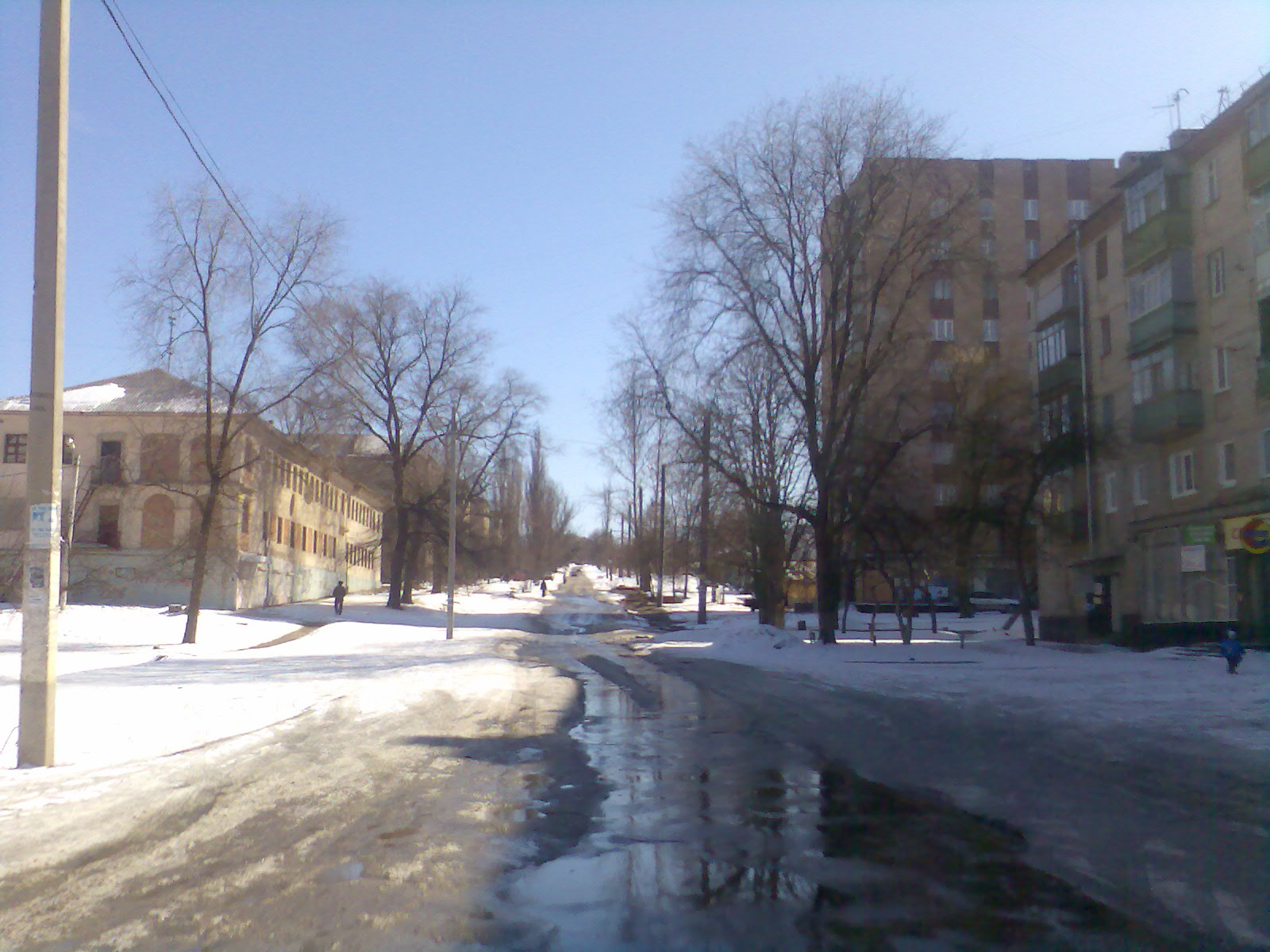
На перетині з проспектом Ново-Баварським взимку

Проспект названий на честь Героя Радянського Союзу, що брав участь у вигнанні нацистів з Харкова під час Другої світової війни Петра Дзюби.
Формально, на проспекті, у будинку 2а розташований НДІ олії та жирів. Фактично він займає квартал.
Проспект починається в районі залізничної платформи Хвилинка. Спочатку з парної сторони проспекту кілька бідинків одноповерхової забудови, згодом до Ново-Баварського проспект йде територія НДІ олії та жирів. З непарної сторони йде промислова забудова, в тому числі територія Заводу Підйомно-транспортного обладнання.
На перетині з Ново-Баварським проспектом розташоване тролейбусне кільце — кінцева зупинка 11-го та 27-го тролейбуснів маршрутів. Крім того на кільці кінцевою зупинкою є для маршрутних таксі № 232, 238, 303. Трохи збоку розташована зупинка автобуса № 75 який іде до СТО.

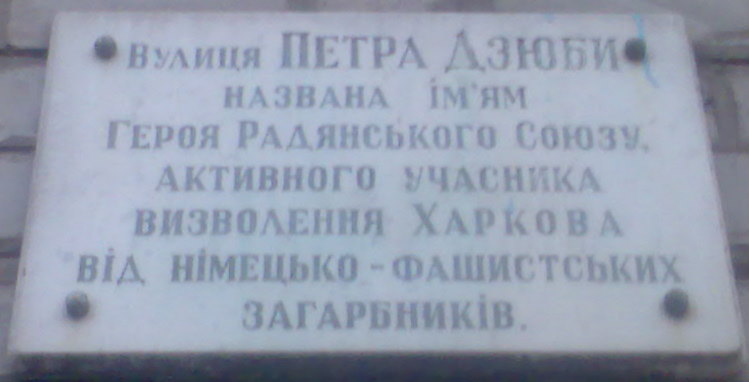
Анотаційна дошка на Проспект Дзюби

Далі по непарній стороні до вулиці Академіка Грищенка розташовуються 5 «хрущовок» та один нежитловий багатоповерховий будинок. По парній стороні розташовується одна «хрущовка» та колишній 9-ти поверховий типовий двопід'їздний гуртожиток. Далі йде лише приватна забудова. По парній стороні після вулиці Академіка Грищенка також йде лише одноповерхова забудова.

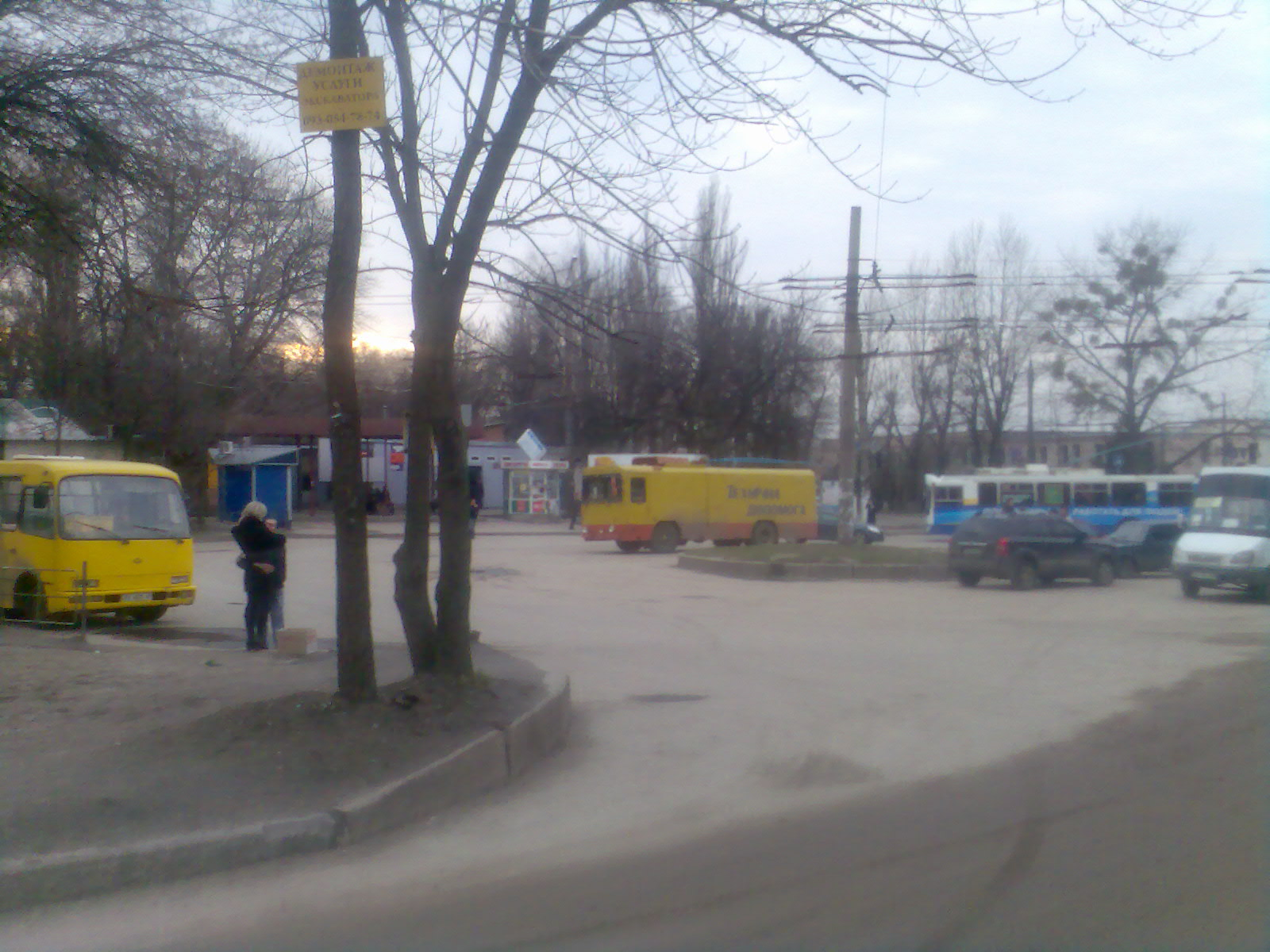
Тролейбусне кільце на Проспект Дзюби (Харків)